# Ōshima
Ōshima (大島町, Ōshima-machi) és una vila i municipi de la subprefectura d'Ōshima, a Tòquio, Japó. Les activitats principals de l'illa són la pesca, l'artesania i el turisme estacional.

## Geografia
El municipi d'Ôshima ocupa tota l'Izu Ōshima, a l'arxipèleg d'Izu situat a la mar de les Filipines, a 120 quilòmetres al sud del centre de Tòquio.

## Història
Encara avui no se sap amb seguretat quan van començar a ser habitada l'illa, però les troballes arqueològiques de la zona són del període Jomon i l'illa ja s'esmenta en documents de principis del període Nara. L'any 1878, quan l'illa pasa a formar part de l'antiga prefectura de Tòquio, es van crear sis pobles (Okada, Motomura, Senzu, Nomashi, Sashikiji i Habuminato) sota la jurisdicció de la subprefectura d'Ōshima l'1 d'abril de 1908. El mateix dia, però de 1955, els sis pobles s'uniren per crear la nova vila d'Ôshima. Durant la dècada de 1930, l'illa es convertí en un destí per als suïcides, registrant-se més de 800 l'any 1935. El volcà central de l'illa, el mont Mihara, va erupcionar repetidament el 1965 i el 1986, forçant evacuacions temporals de l'illa. El 16 d'octubre de 2013, el tifó número 26 (Wipha en anglès) va passar per l'illa i provocant, entre d'altres desgràcies, un desprendiment de terra que va matar 35 persones.

## Demografia
| 1920   | 1930  | 1940   | 1950   | 1960   | 1970   | 1980   |
| ------ | ----- | ------ | ------ | ------ | ------ | ------ |
| 7.137  | 7.908 | 10.045 | 12.838 | 12.090 | 10.889 | 10.734 |
| 1990   | 2000  | 2010   | 2020   | 2030   | 2040   | 2050   |
| 10.014 | 9.224 | 8.454  | 7.087  | -      | -      | -      |

## Transport

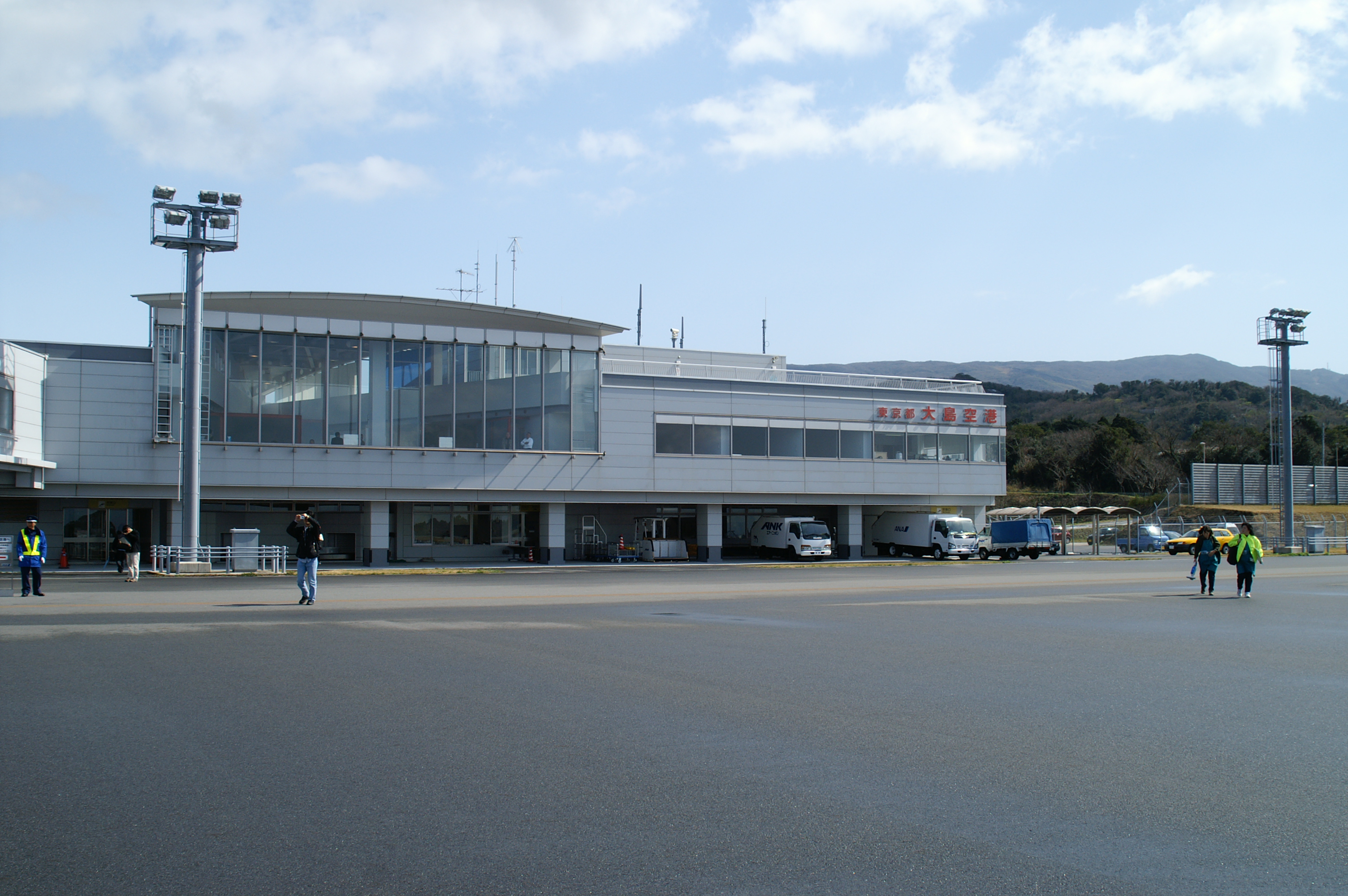
Aeroport d'Ôshima

### Aire
- Aeroport d'Ōshima

### Mar
A la vila existeixen tres ports aptes per als vaixells comercials i el transport: Motomachi, Okada i Habu.

### Carretera
No hi ha cap carreter nacional, les úniques que existeixen depenen del Govern Metropolità de Tòquio.
- Metropolitana 207 - Metropolitana 208 - Metropolitana 209 - Metropolitana 210

## Agermanaments
- Kamo, prefectura de Niigata, Japó.
- Yamagata, prefectura de Yamagata, Japó.
- Akiruno, Tòquio, Japó.
- Hilo, Hawaii, EUA.